# Митът за душевната болест
Митът за душевната болест: Основи на теорията за управление на личността (на английски: The Myth of Mental Illness: Foundations of a Theory of Personal Conduct) е противоречива книга от Томас Шаш, публикувана през 1961 г. Тя е много известна сред антипсихиатричното движение. В нея Шаш показва, че душевната болест е социален конструкт (идея) създадена от лекарите и термина може да бъде използван само като метафора, при това всяка болест трябва да представлява обективно доказуема биологична патология, докато психиатричните разстройства не отговарят на тези критерии. Шаш казва, че това, което психиатрите наричат душевна болест всъщност не е нищо повече от отклонение от консенсусната реалност (тоест реалността, което е възприемана от всички по уговорка) или общия морал.
Той твърди, че душевната болест, лудост и дори много от престъпленията са създавани или определени от културния контрол, морала и възгредите за „реалния свят“ на голямата наука, религията и правителството, подобно на еретиците, езичниците и грешниците преди индустриалната революция. Отчасти той се съгласява с Вилхелм Райх, Александър Льовен, Роналд Лейнг, Артур Янов и Питър Брегин.